# Rogers Hornsby
Rogers Hornsby Sr., soprannominato The Rajah (Winters, 27 aprile 1896 – Chicago, 5 gennaio 1963), è stato un giocatore di baseball e allenatore di baseball statunitense di ruolo prima base nella Major League Baseball (MLB). È stato inserito nella National Baseball Hall of Fame nel 1942.

## Carriera
Hornsby giocò per i St. Louis Cardinals (1915–1926, 1933), i New York Giants (1927), i Boston Braves (1928), i Chicago Cubs (1929–1932) e i St. Louis Browns (1933–1937). In carriera batté 2.930 valide e 301 fuoricampo; la sua media in battuta di .358 è la seconda di tutti i tempi, dietro solamente a Ty Cobb. Fu nominato per due volte MVP della National League e nel 1926 vinse la World Series nel doppio ruolo di allenatore e manager dei Cardinals.
Nato e cresciuto in Texas, Hornsby giocò per diverse squadre semi-professionistiche e nelle minor league. Nel 1915 iniziò la sua carriera nelle major league con i St. Louis Cardinals con cui rimase per dodici stagioni, vincendo il primo titolo di MVP nel 1925. Nel 1927 passò una stagione con i New York Giants, cui ne seguì una con i Boston Braves, prima di essere scambiato coi the Chicago Cubs. Con essi giocò per quattro anni, vincendo il secondo premio di MVP, prima di essere svincolato nel 1932. Hornsby rifirmò coi Cardinals nel 1933, ma fu svincolato a stagione in corso, accasandosi ai St. Louis Browns. Vi rimase fino alla sua ultima stagione, nel 1937. Dal 1925 al 1937, Hornsby lavorò anche a periodi alterni come manager delle squadra in cui giocava. Dopo il ritiro da giocatore, fu il manager dei Browns nel 1952 e dei Cincinnati Reds dal 1952 al 1953.
Hornsby è considerato uno dei migliori battitori di tutti i tempi. Vinse per due volte la Tripla corona e per tre volte batté con una media superiore al .400. È inoltre l'unico giocatore ad avere battuto 40 fuoricampo ed avere tenuto una media di .400 nello stesso anno (1922). La sua media in battuta nella stagione 1924 fu di .424, una cifra mai più raggiunta da allora. Fu eletto nella National Baseball Hall of Fame in 1942. Nel 1999 fu inserito nella formazione del secolo della MLB. e, nello stesso anno, The Sporting News lo inserì al 9º posto nella classifica dei migliori cento giocatori di tutti i tempi. Nel 2014 è stato inserito nella St. Louis Cardinals Hall of Fame.

## Palmarès

### Club
- World Series: 1

St. Louis Cardinals: 1926

### Individuale
- MVP della National League: 2

1925, 1929
- Tripla corona: 2

1922, 1925
- Miglior battitore della National League: 7

1920–1925, 1928
- Leader della National League in fuoricampo: 2

1922, 1925
- Leader della National League in punti battuti a casa: 4

1920–1922, 1925
- Formazione del secolo della MLB